# Xàrivka
Xàrivka o Xàrovka (en ucraïnès Шарівкаi en rus Шаровка) és una vila de la província de Khàrkiv, Ucraïna. El 2021 tenia 1.573 habitants.